# سياسة التأشيرات في اليمن
يجب على زوار اليمن الحصول على تأشيرة دخول من إحدى البعثات الدبلوماسية اليمنية، إلا إذا كانوا قادمين من إحدى دول التأشيرة التي يمكن لمواطنيها الحصول على تأشيرة عند الوصول. حتى يناير 2010، كان لدى اليمن سياسة التأشيرة عند الوصول لنحو 50 دولة.

## خريطة سياسة التأشيرات

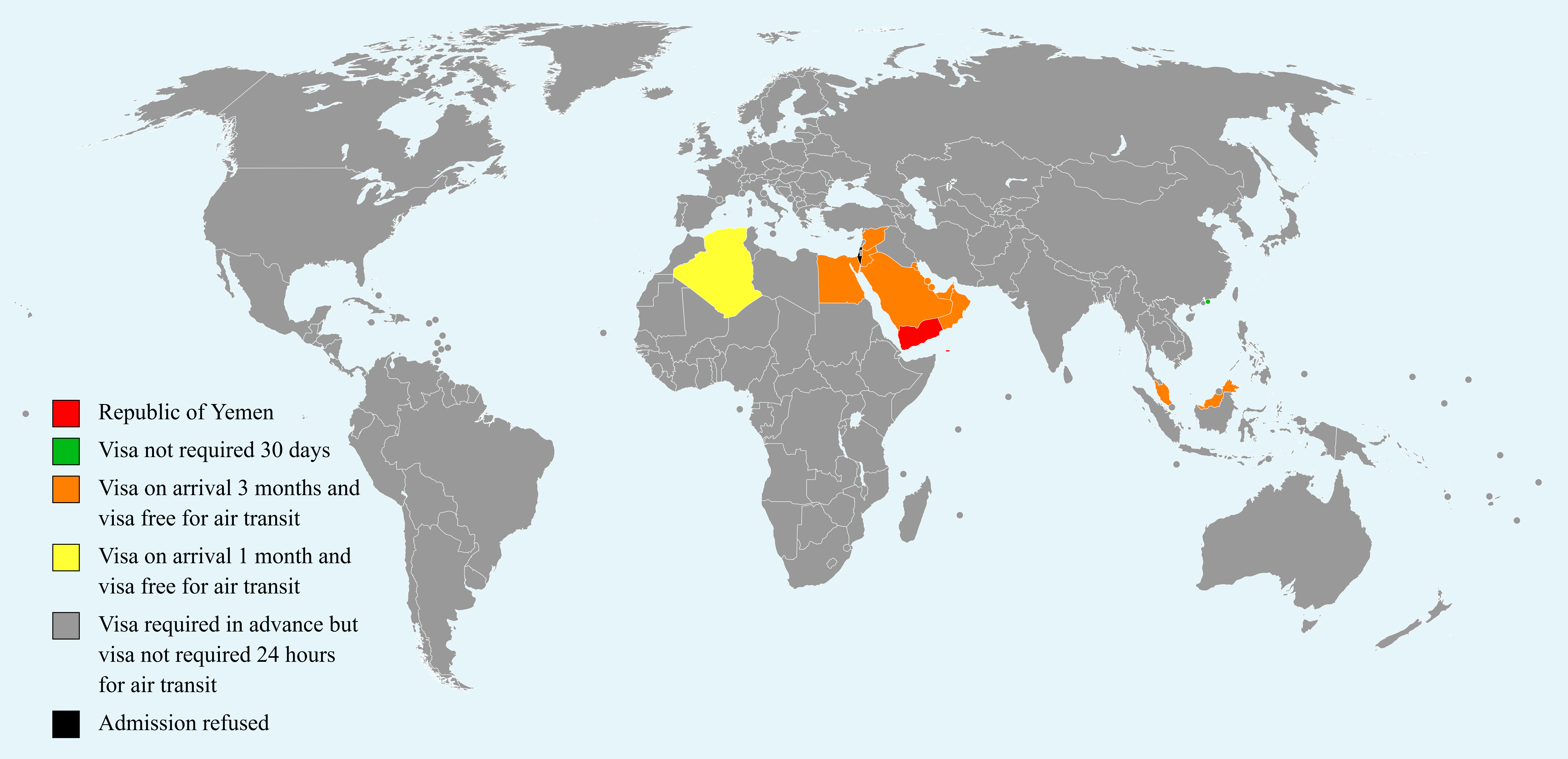
سياسة التأشيرات في اليمن.

## الإعفاء من التأشيرة
مواطني  هونغ كونغ لا يحتاجون إلى الحصول على تأشيرة لمدة تصل إلى 30 يوماً.
التأشيرة غير مطلوبة للأشخاص من أصل يمني؛ إذا كانوا يحملون وثيقة هوية يمنية حقيقية أو دليل على أنهم من أصل يمني. ويمكن إثبات الأصل بشهادة الميلاد أو أي وثيقة من الأب الذي يحمل الجنسية اليمنية.

## تأشيرة الدخول عند الوصول
يمكن لمواطني الدول الـ 11 التالية الحصول على تأشيرة عند الوصول إلى اليمن صالحة لمدة تصل إلى 3 أشهر:
| - الجزائر (شهر واحد) - البحرين - مصر - الأردن - الكويت - ماليزيا | - عمان - قطر - السعودية - سوريا - الإمارات العربية المتحدة |  |

## العبور
يمكن للمسافرين العابرين (ترانزيت) دخول اليمن بدون تأشيرة بتذكرة مؤكدة لرحلة إلى دولة ثالثة خلال 24 ساعة فقط. ويجب عليهم البقاء في منطقة العبور الدولية بالمطار والحصول على المستندات المطلوبة للوجهة التالية.

## جوازات السفر غير العادية
يمكن لحاملي جوازات السفر الدبلوماسية أو الرسمية/الخدمية/الخاصة لكوبا وجمهورية التشيك وجيبوتي وإثيوبيا وموريتانيا والمغرب وباكستان وتركيا وحاملي جوازات السفر الدبلوماسية من المجر ولبنان وحاملي جواز سفر لكبار الشخصيات للسلطة الفلسطينية الحصول على تأشيرة عند الوصول.

## إسرائيل
يُمنع الزوار الذين يحملون تأشيرات إسرائيلية (أو وثائق دخول إسرائيلية أخرى) من دخول اليمن.

## في المستقبل
اليمن تجري مباحثات لتطبيق نظام التأشيرات الإلكترونية.